# The Hub (Gebäude)
The Hub, auch 333 Schermerhorn Street, ist ein 183,6 m hoher Wolkenkratzer im Stadtbezirk Brooklyn in New York City, Vereinigte Staaten. Mit Stand Dezember 2024 ist der Wohnturm der siebthöchste Wolkenkratzer von Brooklyn.

## Beschreibung
Das auch nach seiner Adresse bekannte Gebäude befindet sich im Südosten des Stadtteils Downtown Brooklyn in einem Block, der von der Schermerhorn Street im Süden, der Nevins Street im Westen, der Livingston Street im Norden und der Flatbush Avenue im Osten begrenzt ist. Ein dreigeschossiger Teil des Gebäudesockels reicht östlich bis zur Flatbush Avenue. Ein Block nördlich befindet sich die Station Nevins Street der New York City Subway, wo die U-Bahn-Linien  verkehren. Südlich liegen unweit der Bahnhof Atlantic Terminal der LIRR und die Multifunktionsarena Barclays Center.
Der Wohnturm wurde von Dattner Architects entworfen und von 2014 bis 2016 erbaut. Bauherr und Eigentümer ist das Unternehmen Steiner NYC (Steiner Equities Group). Der Wolkenkratzer ist 183,6 Meter (602 Fuß) hoch und hat 55 Etagen. Die Breite des 60 m langen Turms vergrößert sich von etwa 14 m an der Ostseite mehrfach gestaffelt zur Westseite hin auf etwa 30 m. Hierbei geht in Gegenrichtung die braune Ziegelsteinfassade allmählich in eine Glasfassade über, was den Übergang der industriellen Vergangenheit Brooklyns zur Moderne der Gegenwart symbolisieren soll. Der vier Stockwerke hohe verglaste Haupteingang in der Schermerhorn Street ist mit einem hohen Wandpaneel aus CorTen-Stahl mit dem Gebäudenamen „Hub“ und einem Vordach aus Sichtbeton gestaltet. Der Wohnturm beherbergt 754 Mietwohnungen, darunter Penthouse-Apartments in den obersten sechs Etagen, 3900 m² Einzelhandelsfläche im Sockel und Freizeitanlagen. The Hub bietet seinen Bewohnern unter anderem einen 23 Meter langen Indoorpool, eine Sonnenterrasse mit Grill-Station, ein Fitness- und Yoga-Studio, Kinoleinwände, ein Kinderspielzimmer und eine Bibliothek. Auf der 53. Etage befindet sich eine Skylounge mit Terrasse.

## Ansichten

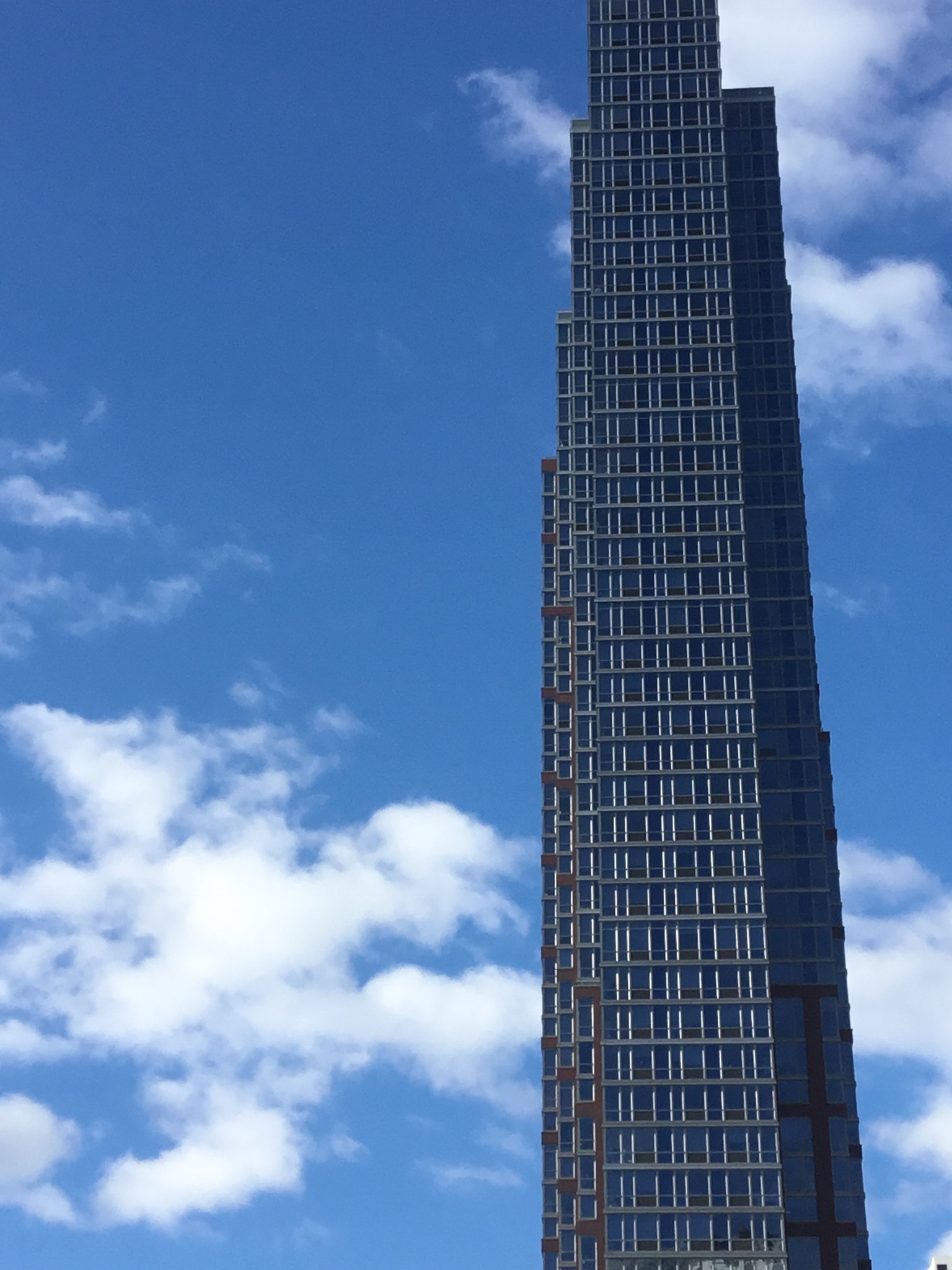
Schmale Ostfassade von der Flatbush Avenue gesehen
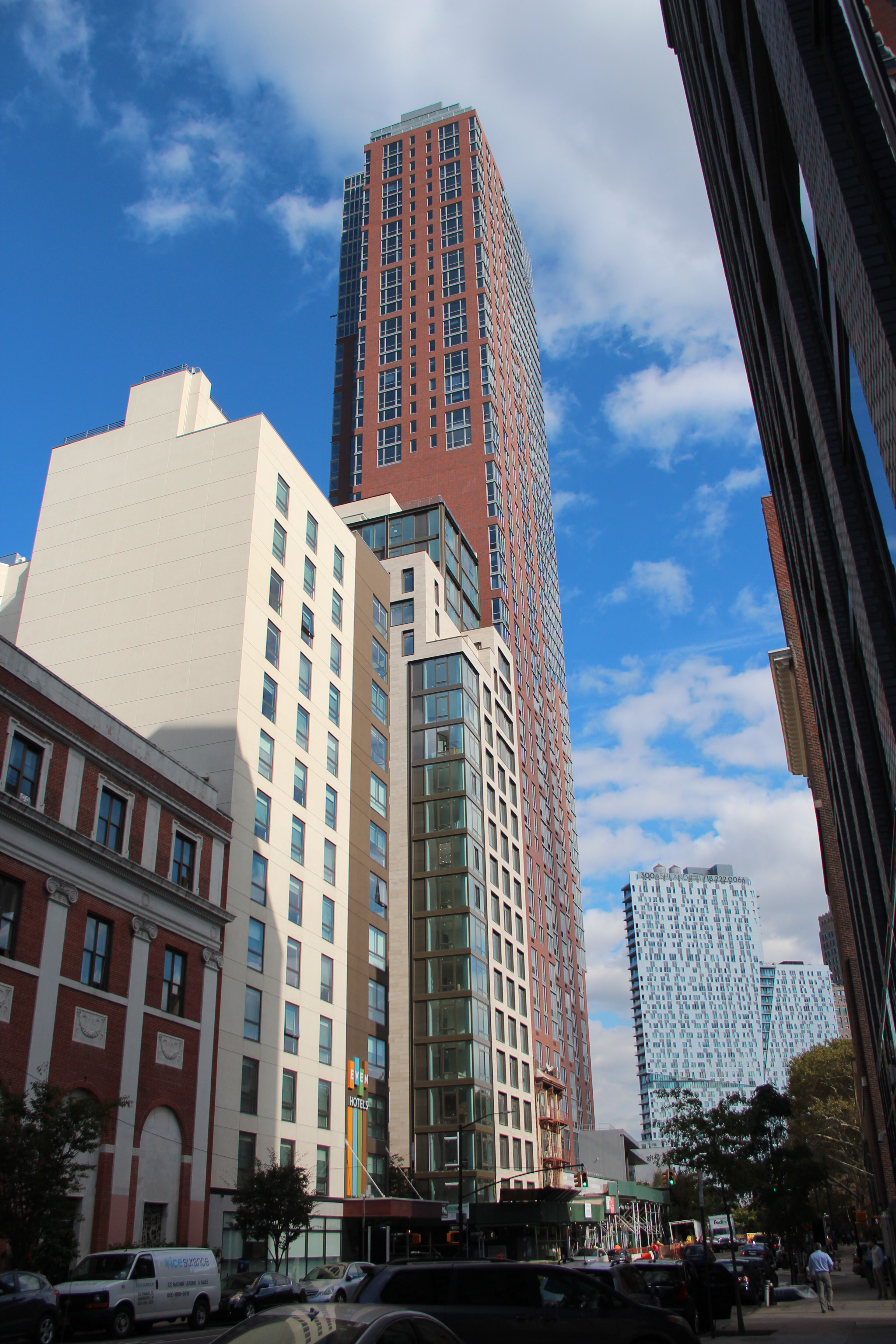
Die Westseite mit der Backsteinfassade
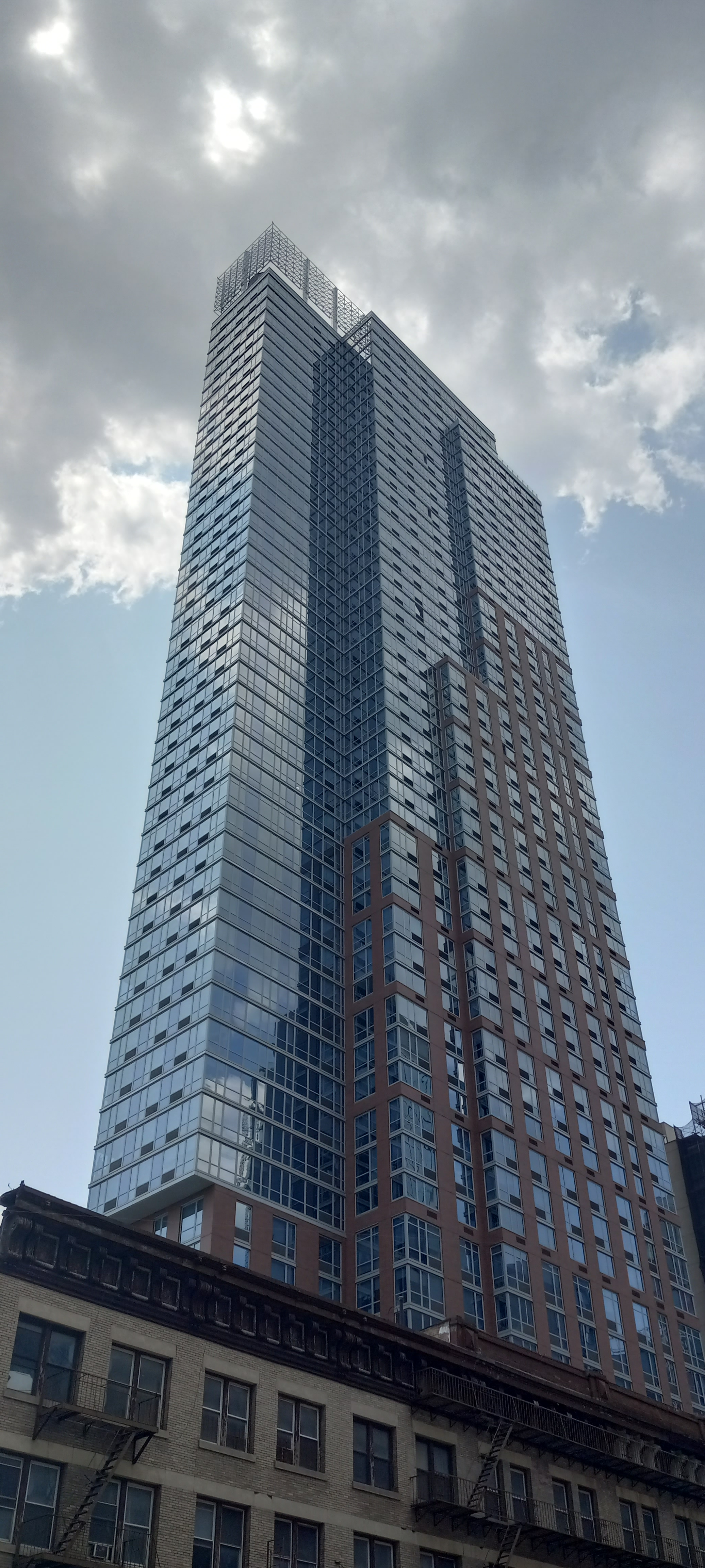
The Hub im Juli 2024